# Kings (película)
Reyes es una película estadounidense de 2017 basada en hechos reales que fue escrita y dirigida por Deniz Gamze Ergüven, protagonizada por Halle Berry y Daniel Craig. La película tuvo su estreno mundial en el Festival Internacional de Cine de Toronto el 13 de septiembre de 2017. La película se proyectó durante tres días como parte de Festival Internacional de Cine de Estocolmo celebrada en noviembre de 2017. La película se proyectó también en el Festival de Cine de Turín en Italia antes de abrir de par en par en la primavera de 2018.
Kings está basada en hechos reales y centra su historia en torno a lo sucedido durante seis días en la ciudad de Los Ángeles en el año 1992. Un grupo de disturbios provocó una espiral de violencia en toda la ciudad con el fin de mostrar su desacuerdo por la absolución de varios policías implicados en la brutal agresión que recibió el taxista negro estadounidense Rodney King. La tragedia dejó a su paso decenas de muertos y alrededor de 2000 heridos.

## Argumento
La película está ambientada en la ciudad de Los Ángeles de 1992, donde se producen fuertes disturbios a raíz de la absolución de varios policías implicados en la paliza al taxista negro estadounidense Rodney King. 
Olli (protagonizado por Daniel Craig), uno de los pocos residentes blancos que vive en South Central, ayuda a su vecina y madre divorciada (Halle Berry) a encontrar y proteger a sus hijos en una ciudad llena de caos y violencia. 

## Producción
La grabación comenzó en diciembre de 2016 y continuó hasta febrero de 2017.

## Reparto
- Halle Berry como Millie Dunbar.
- Daniel Craig como Obie Hardison.
- Lamar Johnson como Jesse Cooper.
- Kaalan Rashad Walker como William MCgee.
- Rachel Hilson como Nicole Patterson.